# Hyla arboricola
Hyla arboricola är en groddjursart som beskrevs av Taylor 1941. Hyla arboricola ingår i släktet Hyla och familjen lövgrodor. IUCN kategoriserar arten globalt som otillräckligt studerad. Inga underarter finns listade i Catalogue of Life.